# Just a Taste
Just a Taste è un EP del gruppo musicale statunitense Steelheart, pubblicato nel 2006 dalla Steelheart Records.
L'EP è composto da quattro tracce: le prime tre saranno successivamente inserite nell'album Good 2B Alive (2008), mentre la quarta traccia We All Die Young proviene dalla colonna sonora del film Rock Star (2001) e originariamente dall'album Wait (1996).

## Tracce
1. LOL (Laughing Out Loud) – 4:02 (Michael Matijevic)
2. Twisted Future – 5:21 (Matijevic)
3. Buried Unkind – 5:05 (Matijevic)
4. We All Die Young – 5:08 (Matijevic, Kenny Kanowski)

## Formazione
LOL (Laughing Out Loud)
- Michael Matijevic – voce, chitarre
- Sigve Sjursen – basso
- Mike Humbert – batteria

Twisted Future
- Michael Matijevic – voce, chitarra ritmica
- Uros Raskovski – chitarra solista
- Rev Jones – basso
- Mike Humbert – batteria

Buried Unkind
- Michael Matijevic – voce, chitarra ritmica
- Uros Raskovski – chitarra solista
- Sigve Sjursen  – basso
- Mike Humbert – batteria

We All Die Young
- Michael Matijevic – voce, chitarra ritmica
- Kenny Kanowski – chitarra solista
- Vincent Mele Jr.  – basso
- Alex Makarovich – batteria